# Stedelijk Museum Schiedam
Het Stedelijk Museum Schiedam is een museum voor moderne en hedendaagse Nederlandse beeldende kunst in de Zuid-Hollandse stad Schiedam. Het museum is opgericht in 1899. Eerst was het gevestigd in de Sint Joris Doelen aan het Doeleplein, sinds 1940 is het gevestigd in het voormalige Sint Jacobs Gasthuis op de Hoogstraat 112-114. Een belangrijk onderdeel van de vaste collectie beslaat kunstwerken uit de Cobra-beweging.

## Conservatoren
De eerste conservator, C.H. Schwagermann, wordt aangesteld in 1938. Hij wordt in 1952 opgevolgd door zijn zoon Daan Schwagermann. Al vrij snel na zijn aanstelling doet Schwagermann jr, onder invloed van een aantal gedreven verzamelaars van eigentijdse kunst in Schiedam, het voorstel om de nadruk voortaan op moderne kunst te leggen. Dit wordt goedgekeurd door politiek en deskundigen en in 1954 wordt het officiële nieuwe uitgangspunt van het museum dat het zich toelegt op werk van 'thans levende beeldende kunstenaars', zelfs van 'jonge kunstenaars'. De eerste aankopen van kunstwerken uit de Cobra-beweging zijn in 1954 een feit.
Pierre Janssen is in 1956 de opvolger van Schwagermann jr. Het aankoopbeleid met betrekking tot Cobra wordt voortgezet. Daarnaast breidt Janssen de collectie uit met informele en abstract-expressionistische kunst. Pierre Janssen blijft tot 1963 conservator. Zijn opvolger is Hans Paalman, die ook directeur van het museum is en dat blijft tot 1 juni 1990. In die periode wordt de collectie behoorlijk uitgebreid. De nadruk van het aankoopbeleid komt vanaf eind 1964 ergens anders te liggen. Er worden geen schilderijen van de Cobra-beweging gekocht, omdat die te duur zijn. Er wordt op andere manieren getracht de collectie uit te breiden, via langdurige bruikleen of schenkingen. Er worden werken aangekocht van Nederlandse kunstenaars die nog geen naam hebben verworven, onder wie Ad Dekkers, Bob Bonies, Peter Struycken, Hans Koetsier, Pieter Engels en Daan van Golden die tot de groep van de koel-abstracten horen. Naar eigen zeggen richt het aankoopbeleid van Paalman zich op vier stromingen: de systematische kunst, het abstract expressionisme, de figuratie en de fundamentele schilderkunst.
Van 1 juni 1990 tot 1 mei 1991 is Arie Metaal directeur ad interim. Metaal, ook commandant van de Gemeentebrandweer Schiedam, wordt door het College van B&W aangesteld in verband met zijn managementkwaliteiten en cultuurgevoeligheid. In die periode krijgt hij contact met Pieter Tjabbes, die op 1 mei 1991 de nieuwe museumdirecteur wordt. Hij schrijft in zijn beleidsplan dat hij de collectie zo wil opvullen dat een overzicht ontstaat van de ontwikkeling van de moderne kunst. Daarnaast worden er retrospectieve aankopen gedaan om bepaalde hiaten in de collectie op te vullen. Ook moet meer nadruk worden gelegd op beeldhouwkunst, die tot dan toe onderbelicht is gebleven.
In 1995 wordt Diana A. Wind de directeur. Onder haar wordt besloten dat collectievorming weer centraal staat en dat het tentoonstellingsprogramma en de collectie meer een eenheid moeten vormen, omdat het veelvormige, explosief gegroeide tentoonstellingsprogramma ten koste van de collectie is gegaan. De doelstelling wordt weer dezelfde als in 1954 en 1964. Aandacht besteden aan jonge Nederlandse kunstenaars, waarbij er ook aandacht is voor ruimtelijk werk, fotografie en nieuwe digitale technieken. In 1999 vindt een belangrijke gebeurtenis plaats als 1100 werken uit de Altena Boswinkel-collectie aan het museum worden geschonken.
In de herfst van 2014 wordt bekendgemaakt dat het museum in financiële nood verkeert, onder meer doordat er gekort is op de gemeentelijke subsidie. Hoewel het museum meer eigen inkomsten heeft weten te verwerven, is ter overbrugging een kortlopend krediet van de gemeente nodig. Dit wordt verleend op voorwaarde dat het museum op 1 maart 2015 een toekomstvisie heeft ingediend. In de zomer van 2015 reikt de gemeente het museum de helpende hand met een extra subsidie voor de duur van vijf jaar, onder voorwaarde dat het zelfstandiger wordt en zich meer gaat richten op de Schiedammers onder leiding van een 'transitiemanager'.
In mei 2016 wordt Deirdre Carasso directeur, met als doelstelling om het museum uit het slop te trekken. Eerder was ze werkzaam bij Boijmans van Beuningen en het Nationaal Archief. Dat lukt: het museum wordt financieel weer gezond en het aantal bezoekers verdubbelt. Onder Carasso zoekt het museum de verbinding met de Schiedammers en probeert het toegankelijker te worden. Zo kunnen passanten op het raam van het kantoor van Carasso kloppen om met haar een praatje te maken. In 2019 wint het museum de BankGiro Loterij Museumprijs voor het publieksvriendelijkste museum van Nederland. In november 2020 verlaat Carasso het museum om directeur te worden van de Openbare Bibliotheek in haar woonplaats Utrecht.
Op 7 december 2020 werd bekend dat Anne de Haij per 1 februari 2021 de nieuwe directeur wordt van het museum. Tot die tijd werkt ze nog als strategisch adviseur voor de directie van het Kunstmuseum Den Haag, waar ze zich bezig hield met thema's als diversiteit en inclusie.

## Gebouw

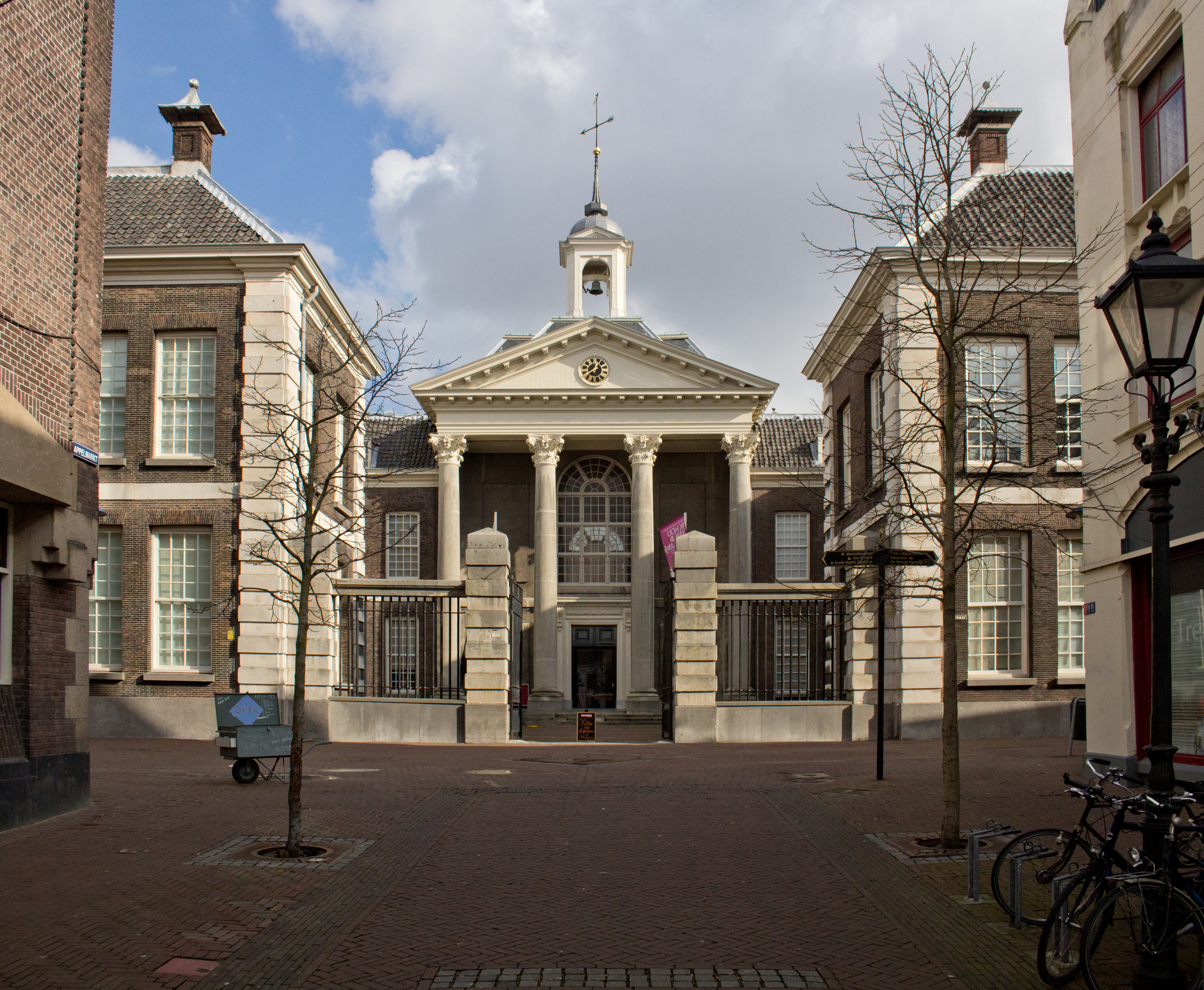
Overzicht van de voorgevel

Het museum is gevestigd in het voormalige Sint Jacobs Gasthuis. dat is gesticht tussen de jaren 1262 en 1272. Na het slopen van het originele gebouw aan het eind van de 18e eeuw, werd het tussen 1786 en 1789 weer in neoclassicistische stijl opgebouwd. Nadat een eerder ontwerp van stadsbouwmeester Rutger van Bol'es was afgewezen, ging de opdracht van de burgemeesters naar de particuliere architect Jan Giudici uit Rotterdam, "zeggende [aldus Giudici naderhand] zijn E. bij herhalinge dat zij met die stadsarchiteq in deezen gewigtige zaak niet kunnende werken want hij monsters van gebouwen maakte, mij wijzende op 't Blauwhuys en laastelyk op 't Weeshuys". Giudici ontwierp een gebouw in U-vorm met twee vleugels die verbonden zijn door een kapel.
In 1940 neemt het museum intrek in het gasthuis. De museumzalen en de kantoren bevinden zich dan in de rechtervleugel. Het depot is gevestigd op zolder. In 1966 wordt ook de linkervleugel in gebruik genomen door het museum. Na een grondige restauratie tussen 2003 en 2006 heeft het museum nu elf tentoonstellingszalen, de Giudici-kapel, een museumwinkel en een restaurant. Onder het voorplein is toen een kelder aangebracht met de entree. In 2014 is de entree opnieuw verplaatst, naar de oorspronkelijke ingang aan het voorplein. Tijdens deze restauratie was het Stedelijk Museum tijdelijk ondergebracht in de Korenbeurs aan de Lange Haven. Hier waren in in deze periode tijdelijke tentoonstellingen te zien. Behalve tentoonstellingen in het museum houdt het museum tentoonstellingen op locatie. Een voorbeeld hiervan is de Cobra-tentoonstelling: As cores da liberdade, de kleur van vrijheid, op drie plaatsen in Spanje. Deze tentoonstelling was in 2003 in het museum zelf te zien onder de naam Cobra, de kleur van vrijheid.
Op 4 oktober 2020 sloot het museum wederom voor een renovatie. Onder andere kozijnrot en de tochtige entree werden aangepakt. Ook werd de lawaaiige klimaatinstallatie aangepakt. Het museum opende op 14 mei 2022 weer met een expositie van Zoro Feigl.
Van 17 december 2020 t/m 6 januari 2021 projecteerde het museum vanwege de coronapandemie die in 2020 uitbrak onder de titel Jouw Foto in het licht diverse door Schiedammers ingezonden kunstwerken vanuit de molen De Kameel op de toren van het Stadskantoor. Deze projectie was tot in de verre omtrek van Schiedam te zien en vormde een lichtpuntje tijdens de zware lockdown waarin Nederland zat waardoor het voor veel Schiedammers moeilijk was om samen Kerstmis en Oud en Nieuw te vieren.

## Collecties
Het museum heeft twee grote collecties, een collectie moderne en hedendaagse Nederlandse beeldende kunst en een cultuurhistorische collectie, met een gezamenlijke omvang van ongeveer 20.000 voorwerpen.
Collectie Moderne en Hedendaagse Nederlandse beeldende kunst
De vaste collectie bestaat uit circa 250 schilderijen van Karel Appel, Eugène Brands, Constant, Corneille, Jan Nieuwenhuys, Anton Rooskens en Theo Wolvecamp. Zij zijn allemaal lid van Cobra geweest. Ook worden Jan Elburg en Lucebert, beiden dichter en schilder, tot de collectie gerekend.
Een aantal topwerken binnen de collectie zijn:
- Oerbeest van Karel Appel
- De Wilde Jongen (1954) van Karel Appel
- Betaille van Lucebert

Bovendien koopt het museum ook regelmatig werken van kunstenaars als Henri Jacobs, Fransje Killaars, Koen Vermeule, Herman de Vries, Marlies Appel en van vele anderen om de collectie moderne hedendaagse Nederlandse beeldende kunst te verrijken. De collectie is de laatste tien jaar sterk gegroeid, door een aantal schenkingen van de collecties van de heer en mevrouw T. de Vos, de heer C. van der Geer, Altena-Boswinkel Collectie en de heer en mevrouw G. Verweij.
De opbouw van de collectie moderne kunst loopt via de volgende stromingen: allereerst Cobra in de jaren 50, informele kunst en 'abstract-expressionisme', vervolgens systematische kunst en 'geometrische' abstractie in de jaren zestig, en in de jaren zeventig fundamentele schilderkunst en op de schilderkunst reflecterende tendensen. Werken uit deze stromingen zijn aangekocht in de tijd dat zij 'actueel' waren. Zolang het museum nog steeds de doelstelling uit 1954 hanteert, worden werken van jonge Nederlandse en in Nederland wonende kunstenaars aangekocht.
Cultuurhistorische Collectie
Behalve de moderne kunst beheert het museum meer dan 1000 voorwerpen die iets vertellen over de geschiedenis van de stad. Belangrijk onderdeel hiervan zijn de gebruiksvoorwerpen die te maken hebben met jeneverproductie, die onlosmakelijk is verbonden met Schiedam. Deze voorwerpen zijn sinds 1996 te zien in een eigen museum, het Jenevermuseum aan de Lange Haven.

## Onderscheidingen
- 2019 - VriendenLoterij Museumprijs

## Afbeeldingen

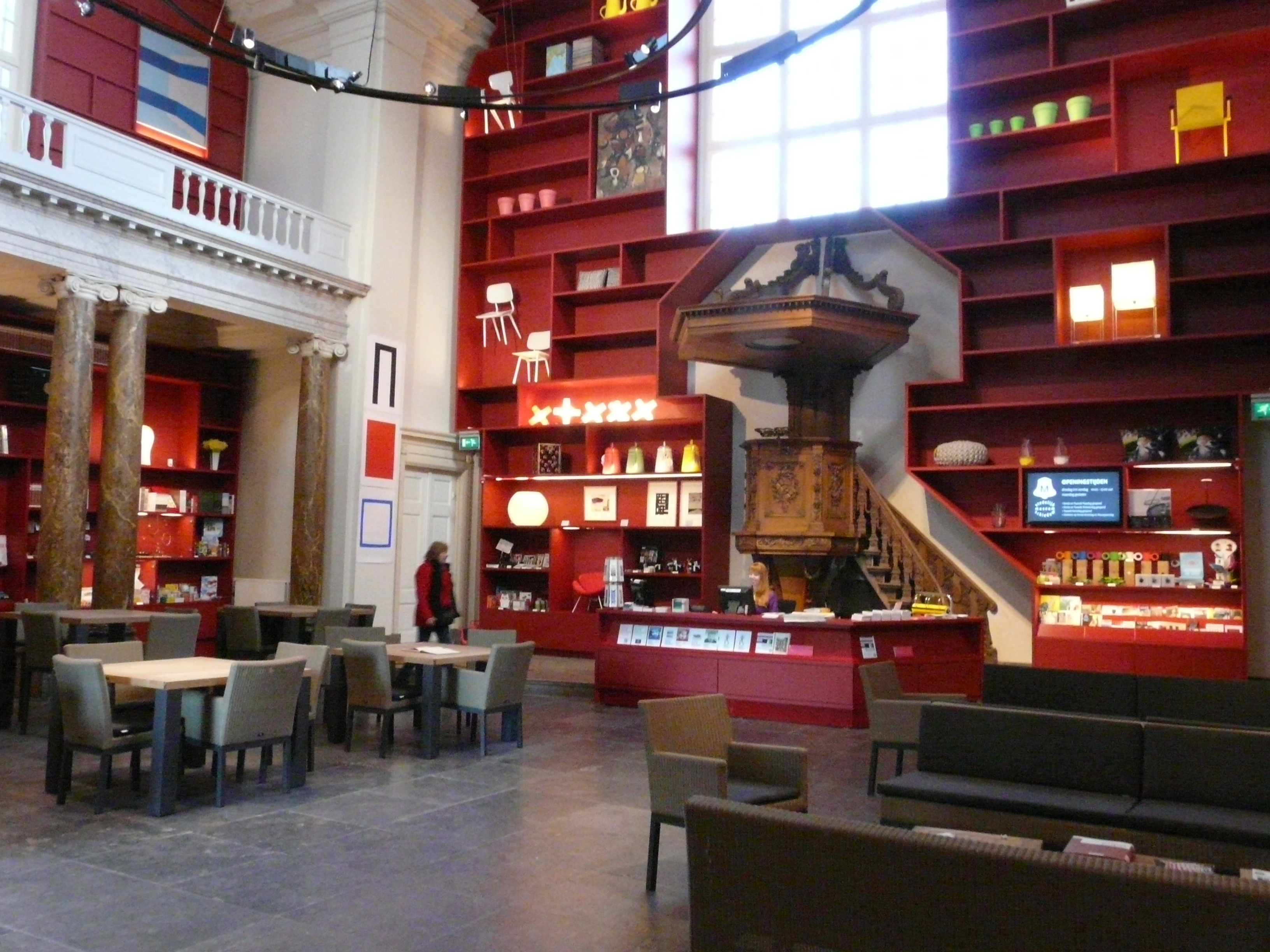
Interieur (entreehal)
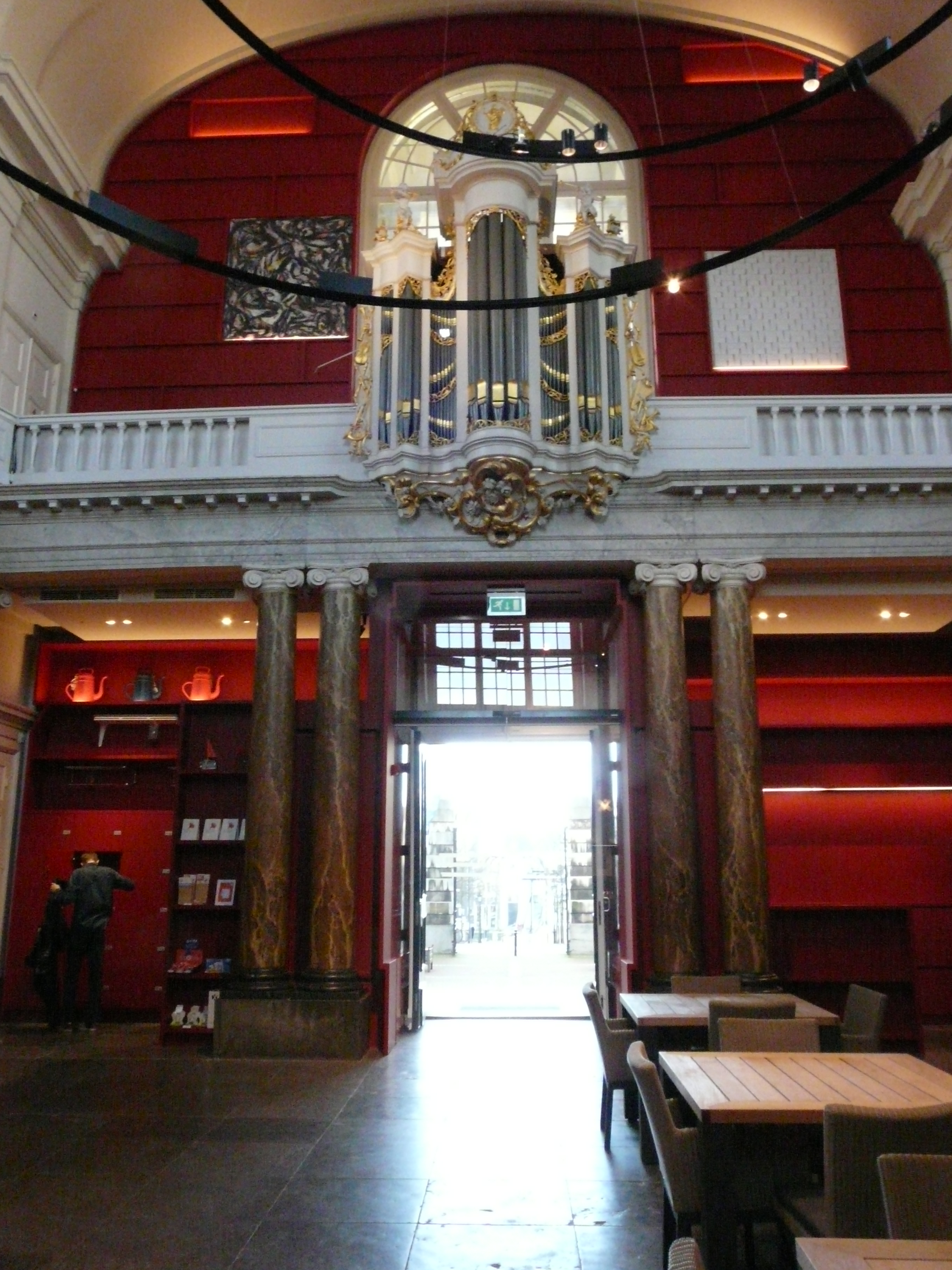
Het oude orgel boven de entree
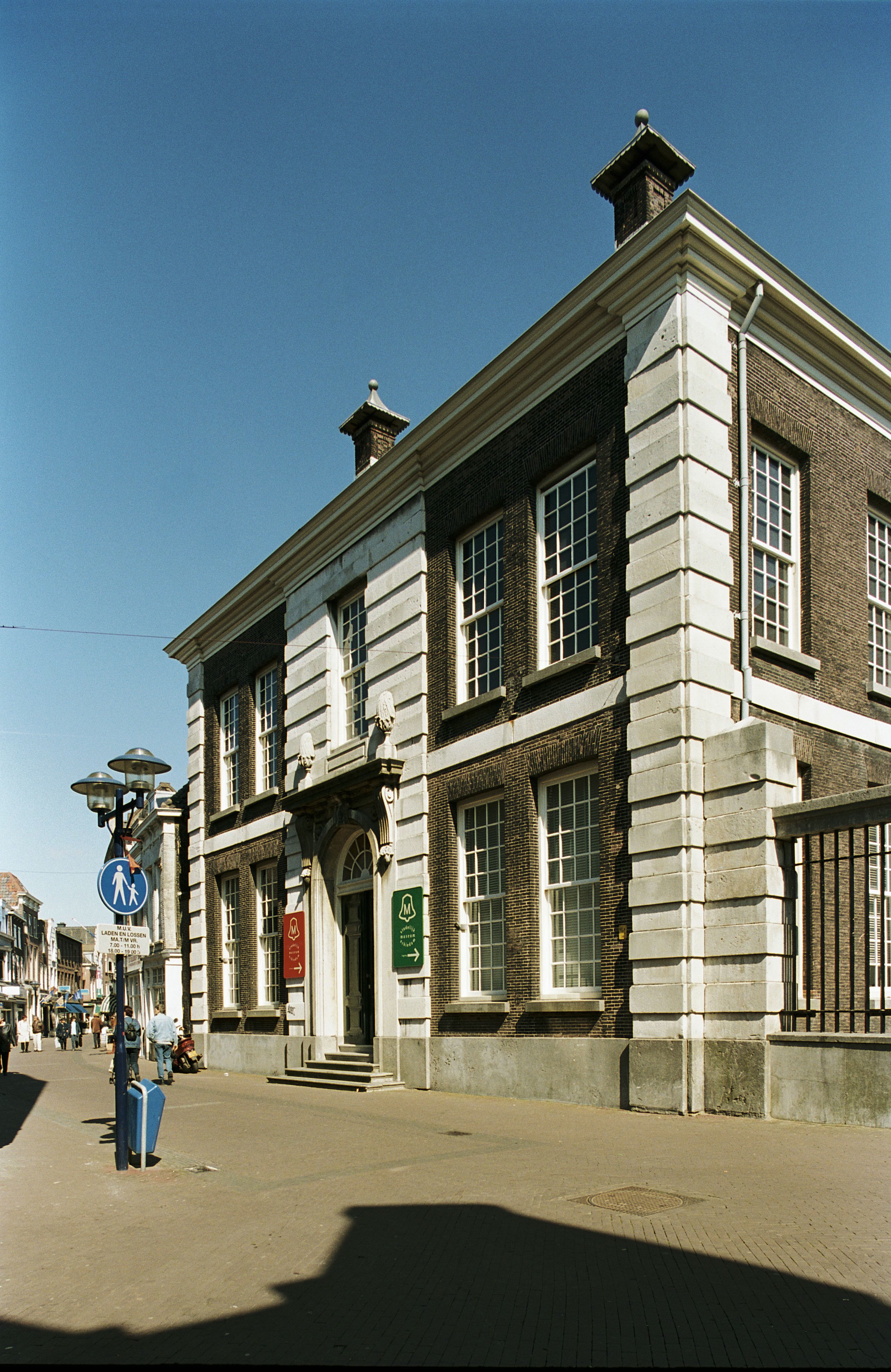
Eén van de zijvleugels
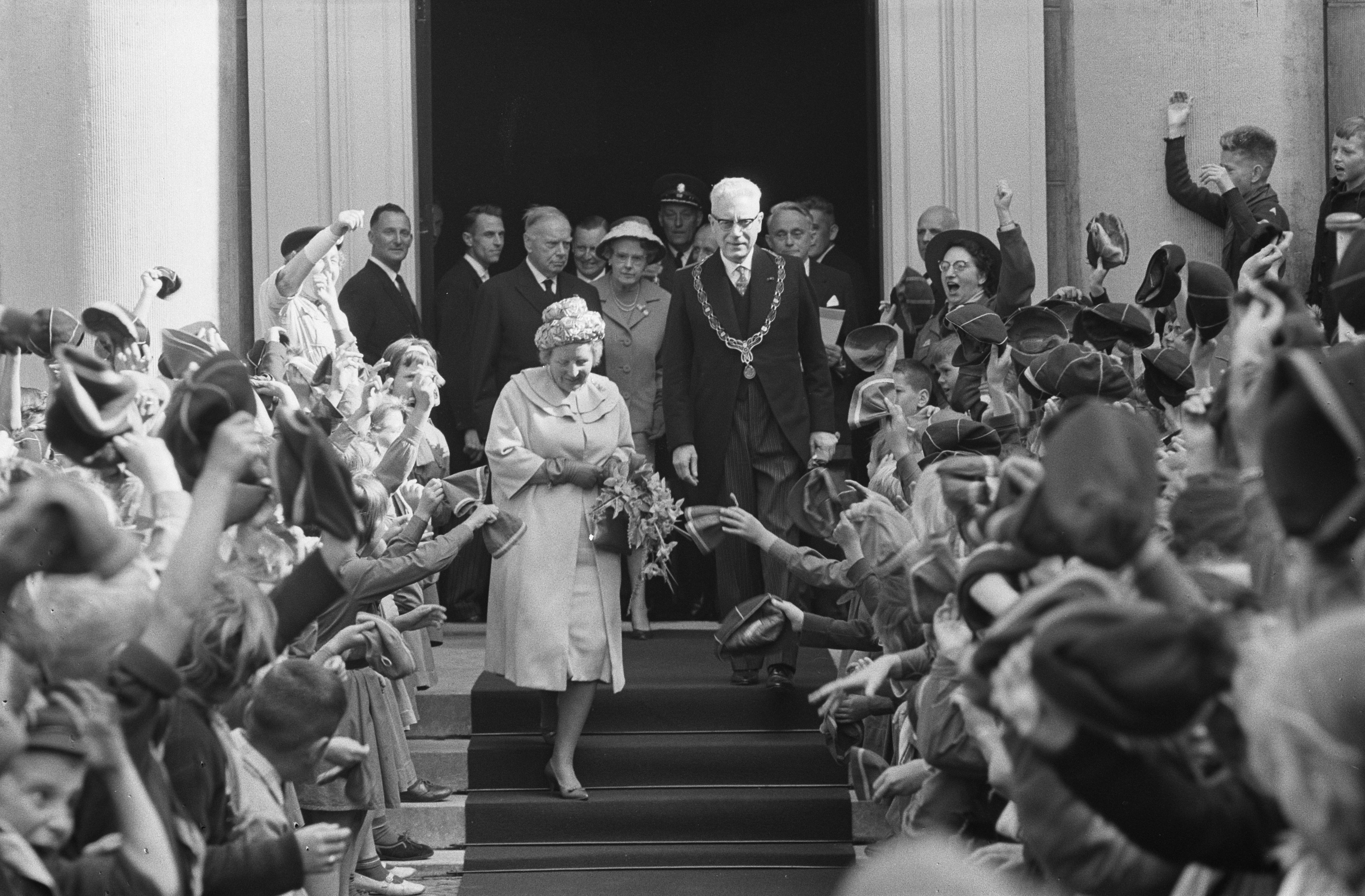
Koningin Juliana verlaat het museum na een bezoek op 13 sept 1962